# 林浩康
林 浩康（はやし ひろやす、1961年 -  ）は、日本の社会福祉学者、日本女子大学教授。

## 人物・来歴
大阪府出身。2009年北海道大学大学院教育学研究科博士後期課程修了、2010年「FGC(ファミリーグループ・カンファレス)の理論的検討 ソーシャルワーク論における位置と評価をめぐって」で教育学博士。東洋大学ライフデザイン学部助教授・教授、日本女子大学人間社会学部教授。養子と里親を考える会理事。

## 著書
- 『児童養護施策の動向と自立支援・家族支援 自尊感情の回復と家族との協働』中央法規出版、2004.9
- 『子ども虐待時代の新たな家族支援 ファミリーグループ・カンファレンスの可能性』明石書店, 2008.12
- 『子どもと福祉 子ども・家族支援論』福村出版, 2009.4
- 『里親と特別養子縁組 : 制度と暮らし、家族のかたち』中公新書, 2024.10

### 共編著
- 『新児童福祉論 保護型から自立・参加型児童福祉へ』田澤あけみ, 福知栄子共著. 法律文化社, 2002.2
- 『よくわかる養護原理』 (やわらかアカデミズム・<わかる>シリーズ) 山縣文治共編. ミネルヴァ書房, 2005.4
- 『社会的養護の現状と近未来』山縣文治共編著. 明石書店, 2007.9
- 『ファミリーグループ・カンファレンス入門 子ども虐待における「家族」が主役の支援』鈴木浩之共編著, 佐藤和宏, 妹尾洋之,新納拓爾, 根本顕著. 明石書店, 2011.12
- 『よくわかる社会的養護』 (やわらかアカデミズム・〈わかる〉シリーズ）山縣文治共編. ミネルヴァ書房, 2012.4
- 『相談援助』 (新・プリマーズ. 保育/福祉) 久保美紀,湯浅典人共著. ミネルヴァ書房, 2013.10
- 『社会的養護』 (基本保育シリーズ）相澤仁共編集. 中央法規出版, 2015.7
- 『子どものための里親委託・養子縁組の支援』宮島清,米沢普子共編著. 明石書店, 2017.12
- 『新・MINERVA社会福祉士養成テキストブック 12児童・家庭福祉』山本真実,湯澤直美共編著 ミネルヴァ書房, 2021.10

### 翻訳
- ボブ・ホルマン『近代児童福祉のパイオニア』福知栄子, 田澤あけみ, 内本充統共訳. 法律文化社, 2007.8
- エリザベス・ベック, ナンシー・P・クロフ, パメラ・ブラム・レオナルド編著『ソーシャルワークと修復的正義 癒やしと回復をもたらす対話、調停、和解のための理論と実践』監訳. 明石書店, 2012.11

## 論文
- <林浩康